# Snot
Snot (також Tons) — американський гурт із Каліфорнії, що виник 1995 року, цього ж року гурт випустив перший демо-EP «Snot». Пізніше гурт записав і видав перше повне видання (LP) «Get Some», з піснями з якого виступили на OzzFest'і 19 липня 1998 року. Того дня гурт, окрім пісень з альбому «Get Some», виконав пісню під назвою «Absent», яка була однією з двох пісень, написаих для майбутнього альбому.
В 1998 році вокаліст Лінн Стрейт зі своїм собакою Доббсом (якого можна побачити на обкладинці оригінального LP) потрапив у автокатастрофу, в якій загинув. Гурт на той момент вже мав часткого написаний матеріал для наступного альбому, проте через смерть вокаліста накопичення і запис матеріалу не був реалізований. Пізніше, в 1998-1999рр. гурт кличе на допомогу вокалістів з топових на той момент «гуртів-побратимів», з якими Snot ділили сцену і дружили для того, щоб випустити допрацьований матеріал, чим віддати данину поваги покійному Лінну. До проєкту доєднались такі вокалісти, як Серж Танкян, Джонатан Девіс, Макс Кавалера, Фред Дьорст, Дез Фафара, Корі Тейлор та інші.
Пізніше, у 2002 році гурт випустив концертний альбом під назвою «Alive!», записаний у 1998 році (Live At The Palace, Hollywood, CA.). На альбом увійшли 11 пісень, що були виконані на концерті в той день, а також пісня під назвою «Choose What?» - друга з двох пісень, зписаних Лінном дойого смерті. Саме ця пісня у переробленій версії із вокалом Сержа Танкяна під назвою «Starlit Eyes» звучить першою в альбомі «Strait Up».
У 2008 році гітаристи Майк Долінґ і Сонні Майо, басист Джон Фанесток та ударник Джеймі Міллер зібралися знову. Вони запросили на вокал Томмі Векста і випустили 2 сінгли: «Coulda, Shoulda, Woulda» та «The Band Plays on». 
Після декількох концертів, Векст покинув гурт, і вже в 2009 році вокаліст Брендон Еспіноза зайняв його місце. Тоді було прийняте рішення перейменувати гурт, змінивши літери в зворотньому порядку — Tons. Таким чином відбувся перезапуск гурту. Із новим вокалістом і назвою було випущено 4 сінгли («1,000 Ways of Pain», «Ability & Control», «Fan The Flame» та трек, який був підписаний «Grab MySpase song»).
У 2014 році на місце Брендона прийшов новий вокаліст Карл Бенслі, із яким гурт почав давати концерти, повернувши стару назву «Snot».

## Учасники
Теперішні
- Майк Долінґ (Mike Doling) — гітара (1995—1998, з 2008)
- Джон Фанешток (John Fahnestock) — бас-гітара (1995—1998, з 2008)
- Джемі Міллер (Jamie Miller) — ударні (1995—1998, з 2008)
- Карл Бенслі (Carl Bensley) — вокал (з 2014)

Колишні
- Лінн Стрейт (Lynn Strait) — вокал (1995—1998 †)
- Сонні Майо (Sonny Mayo) — гітари (1995—1998, 2008—2009)
- Шенон Ларкін (Shannon Larkin) — ударні (1998)
- Майк Сміт (Mike Smith) — гітара (1998)
- Томмі Векст (Tommy Vext) — вокал (2008—2009)
- Брендон Еспіноза (Brandon Espinosa) — вокал (2009-2010)

## Дискографія
Невеликі альбоми (EP)
Snot (1995):
1. «My Balls»
2. «Stupid»
3. «Lose»
4. «Just 4 Kicks» (рання версія пісні «Tecato»)
5. «Cant Be Trusted»

Повноформатні альбоми (LP)
Get Some (1997):
1. «Snot»
2. «Stoopid»
3. «Joy Ride»
4. «The Box»
5. «Snooze Button»
6. «313» (instrumental)
7. «Get Some»
8. «Deadfall»
9. «I Jus' Lie»
10. «Get Some O'Deez» (instrumental)
11. «Unplugged»
12. «Tecato»
13. «Mr. Brett»
14. «Get Some Keez» (instrumental)
15. «My Balls»

Strait Up (2000):
1. «Starlit Eyes» (за участі Сержа Танкяна з System Of A Down)
2. «Take It Back» (за участі Джонатана Девіса з Korn)
3. «I Know Where You're at» (за участі Джареда Ґомеса з (hed) P.E.)
4. «Catch a Spirit» (за участі Макса Кавалери з Soulfly / Sepultura)
5. «Until Next Time» (за участі Джейсона Сьорса з R.K.L.)
6. «Divided (An Argument for the Soul)» (за участі Брандона Бойда з Incubus)
7. «Ozzy Speaks» (розмовний трек за участі Оззі Осборна)
8. «Angel's Son» (за участі Лайона Візерспуна, Клінта Лауері та Морґана Роуза з Sevendust)
9. «Forever» (за участі Фреда Дьорста з Limp Bizkit)
10. «Funreal Flights» (за участі Деза Фафари з Coal Chamber / DevilDriver)
11. «Requiem» (за участі Корі Тейлора з Slipknot / Stone Sour)
12. «Reaching Out» (за участі Марка МакҐрета з Sugar Ray та Уітфілда Крейна з Ugly Kid Joe)
13. «Absent» (один із двох завершених треків для незавершеного другого альбому Snot (з'явився на саундтреку у горор-фільмі «Strangeland[en]» 1998 року із бек-вокалом Еймі Ехо - дружини Джеймі Міллера))
14. «Sad Air» (розмовний трек за участю Лінна Стрейта, з бек-вокалом гітариста Snot Сонні Мейо)
15. «Strait Up» (прихований трек, зміксований DJ Lethal)

Концертні альбоми
Alive! (2002):
1. «Intro - Live At The Palace, Hollywood, CA., 1998»
2. «Snot - Live At The Palace, Hollywood, CA., 1998»
3. «Joy Ride - Live At The Palace, Hollywood, CA., 1998»
4. «I Jus' Lie - Live At The Palace, Hollywood, CA., 1998»
5. «Stoopid - Live At The Palace, Hollywood, CA., 1998»
6. «The Box - Live At The Palace, Hollywood, CA., 1998»
7. «Snooze Button - Live At The Palace, Hollywood, CA., 1998»
8. « Absent - Live At The Palace, Hollywood, CA., 1998»
9. «Deadfall - Live At The Palace, Hollywood, CA., 1998»
10. «Get Some - Live At The Palace, Hollywood, CA., 1998»
11. «Tecato - Live At The Palace, Hollywood, CA., 1998»
12. «Choose What?» (другий студійний з двох завершених треків для раніше незавершеного другого альбому Snot)

Сингли
Як Snot:
1. «The Box» (1997)
2. Coulda, Shoulda, Woulda (2008)
3. The Band Plays on (2008)

Як Tons:
1. «1,000 Ways of Pain»
2. «Ability & Control»
3. «Fan The Flame»
4. «Grab MySpase song»